# محمد اکبر خان (نظامی)
محمد اکبر خان (اردو: محمد اکبر خان؛ ۱۹ آوریل ۱۸۹۷ – ۱۹۹۳) فرد نظامی اهل پاکستان بود. وی همچنین برندهٔ جوایزی همچون نشان امپراتوری بریتانیا شده‌است.